# 立ち切り
立ち切り（たちきり）とは、剣道の特別稽古。一人の選手に対して数十人が交代で掛かり、選手に休む暇を与えず、体力の限界まで追い込む。

## 概要
江戸時代末期（幕末）の剣客山岡鉄舟は、24歳のときに7日間で1400回の試合を行った。山岡が明治時代に開いた一刀正伝無刀流では立ち切りを「誓願」と呼んだ。誓願は三期に分けられ、第一期は1000日間の稽古を怠りなく行い、最終日に200回の立ち切り試合を行った。第二期はさらに稽古を重ね、3日間で600回の立ち切り試合を行った。第三期はまたさらに稽古を重ね、7日間で1400回の立ち切り試合を行い、これを成し遂げた者に免許皆伝を授けた。命をもかけた苦行であったという。
同時代の警視庁においても立ち切りが行われ、高野佐三郎が最も辛い修行であったと述懐している。
現在は秋田県湯沢市で開催される「3時間立ち切り試合」が有名であり、マスメディアで報道されている。1人の選手に対して33人が交代して掛かる。女子の部は2時間で22人が掛かる。
このほか、大学の剣道部においても合宿時などに立ち切りを行うことがある。
選手を体力の限界まで追い込むために、体当たり、足払いなど通常の稽古では禁止されている荒技も使う。
空手の100人組手に相当する。